# 李和芳
李和芳（1503年—？），字仁父，湖廣荊州府公安縣人，軍籍，明朝政治人物。

## 生平
嘉靖十三年（1534年）甲午科湖廣鄉試第四十五名舉人。嘉靖十七年（1538年）中式戊戌科會試第二百六十九名，登第三甲第七十七名進士。授内江县知县，二十一年（1542年）十一月选授陕西道試御史，二十三年巡视陕西茶马。

## 家族
曾祖李謙；祖父李德明，八品散官；父李秀，監生。母嚴氏。永感下。兄李文芳（貢士）。